# Leptastrea purpurea
Leptastrea purpurea là một loài san hô trong họ Faviidae. Loài này được Dana mô tả khoa học năm 1846.